# Чистые обители
Шуддхаваса (пали Suddhāvāsa, тиб. , Вайли gtsang-ma'i gnas lnga) — в буддийской космологии наивысший мир сферы форм, называемый «Чистой обителью». Это мир неподвержен циклическому существованию, он сохраняется, когда вся вселенная исчезает. Согласно буддийской космологии по прошествии 64 махакальп все живые существа восходят в Шуддхаваса, а затем нисходят из этого мира. Вознесение всех живых существ в Шуддхаваса может считаться наступлением совершенного, но не вечного духовного мира.
Чистые обители отличаются от других миров сферы форм (рупадхату) тем, что их населяют только анагамины, находящиеся на пути к достижению архатства, а не существа, рождение которых обусловлено обычными заслугами. Эти анагамины делятся на 24 класса. Анагамины достигают просветления непосредственно в Чистых обителях, не перерождаясь более в низших мирах. Таким образом, каждый обитатель этого мира, шуддхаваса дэва, является защитником буддизма. В этом мире пребывает Брахма Сахампати, который вскоре после просветления Будды Гаутамы обратился к нему с просьбой учить существ Дхарме (Брахма Аячана сутта СН 6.1). Поскольку шуддхаваса-дэва никогда не перерождаются за пределами Чистых обителей, здесь никогда не появляется бодхисаттва, поскольку перед достижением просветления бодхисатва должен переродиться в мире людей.
Если будды нет долгое время, эти миры могут оставаться пустыми, поскольку подъём сюда с низших планов возможен только благодаря учению Будды. В Палийском каноне есть несколько упоминаний об этом мире. Говорится, что перед появлением будды, обитатели Шуддхавасы вставляют в Веды знание о признаках Великого Существа и под видом браминов обучают ему людей, называя такое знание буддхамантой. Так люди обретают способность распознать Великое Существо. Обитатели Шуддхавасы знают, сколько будд родится в каждой кальпе, наблюдая за количеством лотосов, которые появляются на месте Бодхи, когда земля постепенно всплывает после разрушения мира. Именно брахмы Шуддхаваса посылают четыре предзнаменования, которые приводят к великому отречению бодхисатвы в его последней мирской жизни.
Продолжительность жизни анагаминов-брахм в чистых обителях очень велика, и многие из них становятся свидетелями того, как в мире появляется и исчезает Дхамма по мере прихода в мир очередного будды. В Махападана сутте ДН 14 говорится, что Будда Гаутама посещал Чистые обители.

## Пять чистых обителей
В Принстонском словаре буддизма говорится, что «небеса сферы тонкой материальности (рупадхату) состоят из шестнадцати (школа сарвастивада), семнадцати (школа саутрантика) или восемнадцати уровней (школа тхеравада /стхавираникая)… Последние пять небес в совокупности обозначаются как пять чистых обителей, а божества, обитающие там, называются Шуддхаваса дэвами».
Пять миров Шуддхаваса:
- Аканиттха, Акаништха (пали Akaniṭṭha, IAST: Akaniṣṭha) — мир наивысших, непревзойдённых богов, не имеющих никого над собой старше. Так как это самое высокое из местопребываний сферы форм, его используют для обозначения высших пределов Вселенной. В буддизме ваджраяны это Чистая земля будды Вайрочаны[8]. Продолжительность жизни здесь составляет 16 000 кальп. Мир расположен в 167 772 160 йоджанах над Землёй.
- Судасси, Сударшана (пали Sudassī , IAST: Sudarśana) — ясновидящие дэвы, живущие в мире, подобном миру Акаништха. Высота этого мира составляет 83 886 080 йоджан над Землёй
- Судасса, Судриша (пали Sudassa , IAST: Sudṛśa) — прекрасные дэвы — место перерождения для пяти типов анагаминов. Высота этого мира составляет 41 943 040 йоджан над Землёй.
- Атапа (пали Atappa, IAST: Atapa) — безмятежные, невозмутимые дэвы, чьего содействия хотят обитатели низших миров. Высота этого мира составляет 20 971 520 йоджан над Землёй.
- Авиха, Авриха (пали Aviha , IAST: Avṛha) — местопребывание «не-ниспадающих» дэвов, это обычная цель для перерождений анагаминов. Многие из них становятся архатами непосредственно из этого мира, но некоторые умирают и перерождаются в следующем мире Чистых обителей, пока не переродятся в высшем Аканиттхе. Поэтому их называют также уддхамсота (пали uddhaṃsota), «те, кого несёт вверх». Жизнь в этом мире длится 1 000 кальп (согласно вибхаджьяваде). Высота этого мира составляет 10 485 760 йоджан над Землёй.